# Chadrac

Chadrac este o comună în departamentul Haute-Loire, Franța. În 2009 avea o populație de 2,666 de locuitori.